# Slawenburg Behren-Lübchin

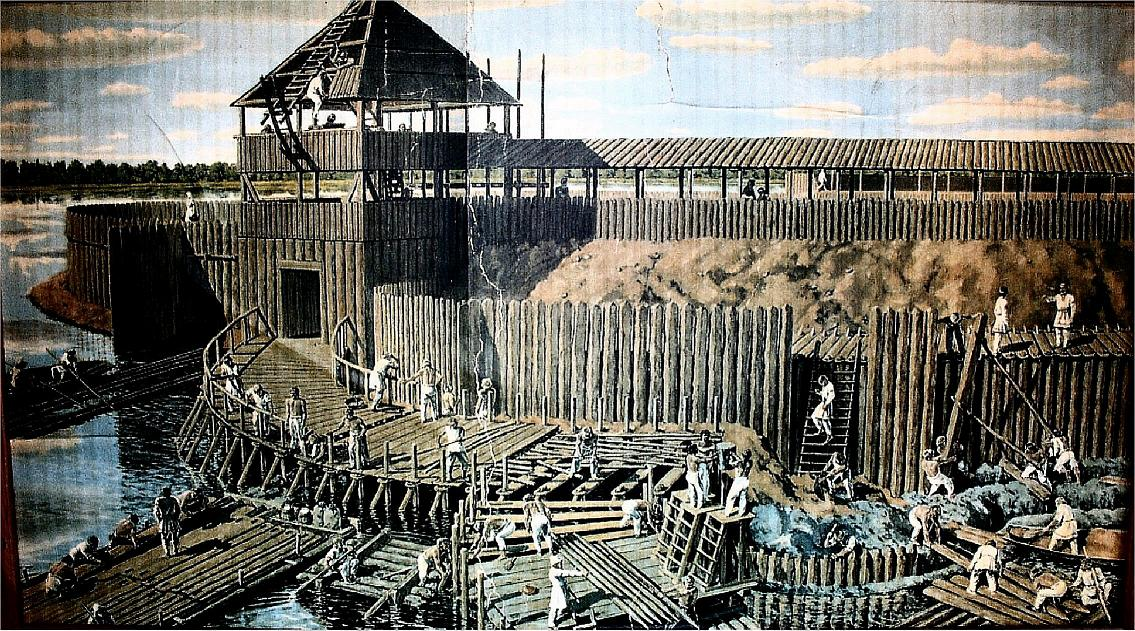
Burgwall Behren-Lübchin im Bau

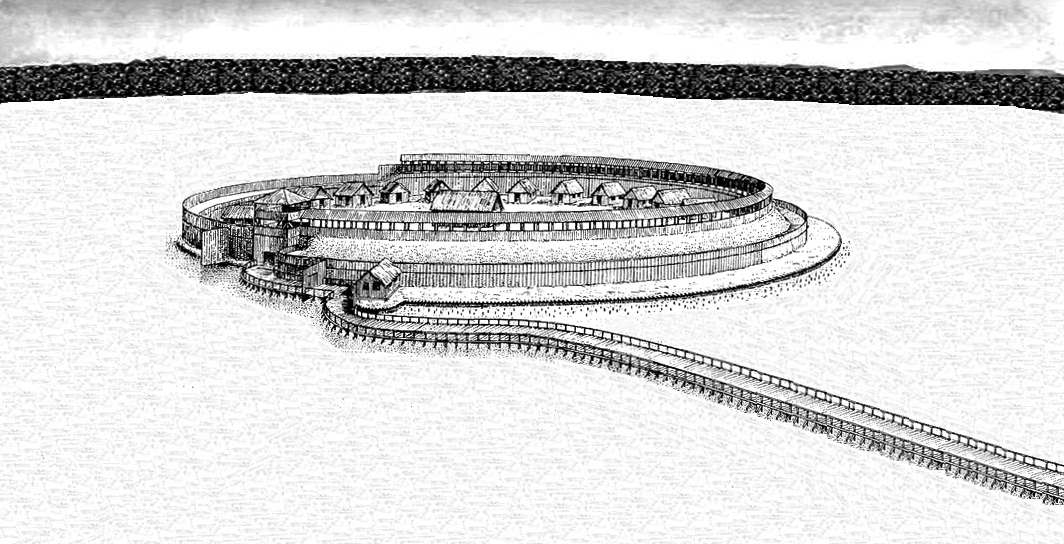
Rekonstruktionsversuch nach Ewald Schuldt

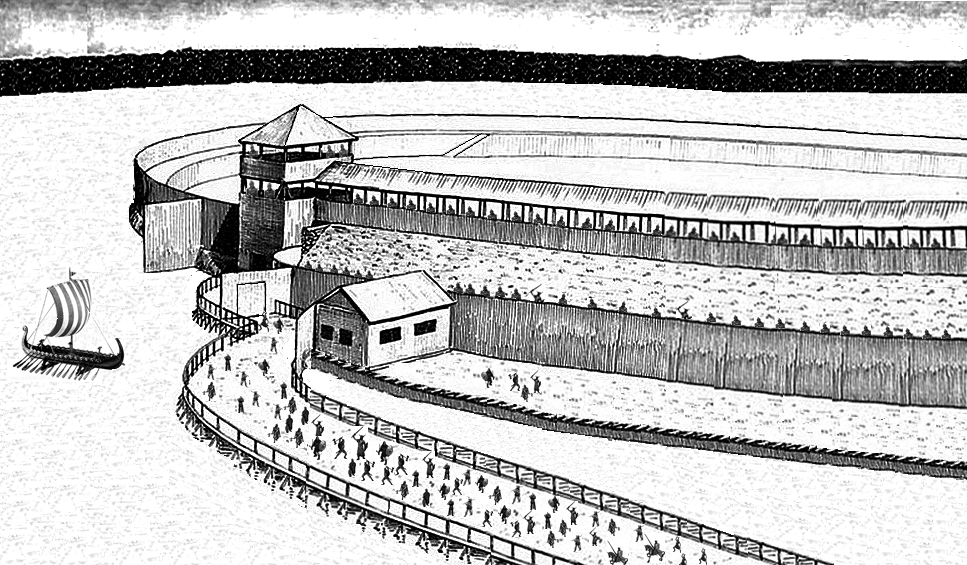
Eroberung der Inselburg im Jahr 1171

Die Slawenburg bei Behren-Lübchin in der Nähe des Ortes Behren-Lübchin in Mecklenburg-Vorpommern war vom 10. bis 12. Jahrhundert eine der Hauptburgen der Zirzipanen. Die Burganlage wurde vermutlich in einem Bericht von Saxo Grammaticus  aus dem Jahr 1171 erwähnt.

## Geschichte
Die ursprüngliche Anlage war eine Inselburg. Saxo Grammaticus berichtete, dass dieser See schiffbar war. Vom damaligen See ist nichts mehr vorhanden, die Anlage befindet sich in einer baumbestandenen Senke und ist als solche kaum noch zu erkennen, da sie durch intensive landwirtschaftliche Nutzung zerstört worden ist. Bei Grabungen, die von 1956 bis 1961 durchgeführt wurden, fand man viele Konstruktionshölzer einer Brücke und der Burg. In der Nähe (am damaligen Ufer) fand man eine befestigte Siedlung, welche vermutlich schon vor dem Bau der Inselburg im 9./10. Jahrhundert entstand.
Die Siedlung am Ufer war durch einen hufeisenförmigen Erdwall geschützt und blieb zur Seeseite offen. Hier befand sich die über 300 Meter lange Brücke zur Burg und vermutlich ein Palisadenzaun mit Tor. Durch die Grabungen konnte man zwei Bauphasen erkennen, deren erste wurde gegen Ende des 10. Jahrhunderts angelegt. Die zweite Anlage entstand vermutlich nach Zerstörung der ersten Burg durch den dänischen König Waldemar I. im Sommer 1171 (nach einer anderen Quelle 1167).
Die erste Burganlage bestand aus zwei Hälften. Landseitig gab es einen Erdwall mit überdachtem hölzernen Wehrgang. Davor befand sich eine weitere niedrigere Kastenkonstruktion mit nicht überdachtem Wehrgang. So bestand der landseitige Teil aus zwei Verteidigungsringen. Am Ende des Erdwalles befand sich ein vermutlich zweigeschossiger Torturm. Er war vom inneren, überdachten Wehrgang zu erreichen. Auf der anderen Seite des Torturmes fing der seeseitige  aus Holz errichtete Wall an. Er war ebenfalls begehbar und besaß Holzblenden, um gegen einen vom See kommenden Feind zu schützen. Im Inneren des Burgwalles befanden sich vermutlich einige Gebäude.
Nach dem Bericht Saxo Grammaticus, brachen die slawischen Verteidiger beim Herannahen des dänischen Heeres die Brücke fast vollständig ab und errichteten auf dem letzten Abschnitt einen Wehrturm. Die Brückenpfeiler konnten jedoch nicht mehr entfernt werden, sodass die Dänen die Brücke in mühevoller Arbeit wieder herstellen und unter großen Opfern zunächst den Wehrturm und dann die Burg erstürmen konnten. Danach töteten sie alle Männer, die Frauen und Kinder wurden verschleppt.
Durch die günstige Lage der alten Burg wurde schon kurz nach der Zerstörung am gleichen Platz eine zweite errichtet. Einiges wurde aber verändert. So wurde das Brückenhaus in etwas weiterem Abstand zur Burg angelegt. Außerdem errichtete man diesmal einen komplett umlaufenden Erdwall mit begehbaren Wehrgang ohne Überdachung. Die Brustwehr des Walles bestand aus zinnenförmig angeordneten hölzernen Blenden.
Die zweite Burganlage wurde um 1200 erobert und zerstört. Dies ist durch Münzfunde belegt, wer die Angreifer waren dagegen nicht.
Teile der Befestigung wurden im archäologischen Freilichtmuseum Groß Raden wieder aufgebaut.